# The Ship Song
The Ship Song — песня, написанная Ником Кейвом (слова и музыка), изначально исполненная группой Nick Cave and the Bad Seeds в их альбоме The Good Son (1990).

## The Ship Song
Песня выпущена 12 марта 1990 г. студией Mute Records как первый сингл альбома. Песня заняла 84 место в UK Single Charts.
Клип для песни был снят Джоном Хиллкоутом.
В мае 2001 г. The Ship Song была отобрана Australian Performing Right Association (APRA) как одна из Top 30 Австралийских песен всех времён.
Существует огромное множество каверов песни, исполненных такими артистами, как Камилла О’Салливан, британская панк-рок группа Leatherface, австралийская инди-рок-группа Swirl, американская рок-группа Concrete Blondе, британская поп-группа Immaculate Fools, бермудская певица Хезер Нова, австралийская рок-группа Crowded House, американская рок-группа Pearl Jam, американская певица Аманда Палмер и канадская певица Марта Уэйнрайт.
Сиднейский Оперный Театр вместе с агентством The Monkeys (Creative Agency) достигли сотрудничества с Кевом Кармоди, Сарой Бласко, Кэти Нунэн, Полом Келли, Дэниелом Джонсом, Австралийской Оперой и Сиднейским симфоническим оркестром для того, чтобы исполнить и записать реинтерпретацию The Ship Song на протяжении нескольких месяцев в 2010—2011 гг. Названная The Ship Song Project, запись рекламировала Сиднейский оперный театр.

## Список композиций
1. «The Ship Song» (Nick Cave) — 5:14

2. «The Train Song» (Nick Cave) — 3:27

## Состав
- Бликса Баргельд — гитара, бэк-вокал
- Ник Кейв — вокал, клавишные
- Кид Конго Пауэрс — гитара
- Мик Харви — бас, гитара, бэк-вокал
- Томас Уайдлер — ударные